# Dusona burmensis
Dusona burmensis är en stekelart som beskrevs av Gupta 1977. Dusona burmensis ingår i släktet Dusona och familjen brokparasitsteklar. Inga underarter finns listade i Catalogue of Life.